# のーぶら
『のーぶら』は、川津健二朗による日本の漫画。

## 概要
『月刊少年チャンピオン』（秋田書店）において、2002年2月号から2004年7月号まで連載された。全31話。単行本は少年チャンピオンコミックスより全5巻刊行。単行本3巻には、もりしげや松本康史ら他の漫画家がイラストを寄せている。作者にとって川津健二朗名義での初作品であり、複数言語に翻訳され台湾やフランス等でも刊行された。

## ストーリー
東京で一人暮らしをしている高校1年生・片岡正人。彼の元に、とても可愛い女のコ……のような男のコ・野村ユウキが同居人としてやって来る。性別以外は理想的なタイプのユウキと、才色兼備で全校生徒憧れの大空薫との間で、優柔不断な正人のドキドキの毎日が始まった。

## 登場人物
片岡 正人（かたおか まさと）
主人公。私立盟宮学園に通う平凡な高校生。ユウキからはまーくんと呼ばれる。学園で1・2を争う美少女2人の間で苦悶の日々を過ごす。いつもアロハシャツを着ている。
野村 ユウキ（のむら -）
同じ保育園に通っていた正人の幼なじみ。見た目は美少女だが実は男のコ。正人の引越しで離れ離れとなったが、一緒なら自分の気持ちを偽ることなくいられ、永遠の友情を誓ったまーくんをずっと想い続けていた。学校でも女子生徒として過ごす。料理上手で純粋。
大空 薫（おおぞら かおる）
正人のクラスメート。容姿端麗で成績優秀な上にスポーツも万能であり、正人を始めとする全校生徒の憧れの的。自分を痴漢から助けてくれたのは正人だと勘違いしている。ユウキの転校に焦りを感じ、正人に交際を申し込む。
野上 秀樹（のがみ ひでき）
正人の親友。巨漢で大食漢。愛称はヒデポン。ユウキに一目惚れするが、ユウキの正人に対する気持ちを知り、2人がうまく行くよう応援する。実家は米屋。
水谷 麻理子（みずたに まりこ）
正人らの担任教師。学校ではネコをかぶっているが、享楽的な性格で金遣いが荒く、ローンを抱えている。正人とユウキの同居を知り、監視と浮いた家賃でのローン返済を兼ねて正人のマンションに住み始める。
立花 瑞希（たちばな みずき）
ユウキの従妹。正人らの1学年下で、同じ高校に通う。小悪魔的な性格であり、度々正人をからかう。ユウキが男であることを知っているのは正人と瑞希のみ。
小口 / 飛田
正人らの1年次の男子クラスメート。クラスの女子と親密になろうと旅行等イベントを企画するが、思ったような成果は得られていない様子。
高見沢 / 桜井 / 坂崎
正人らの女子クラスメート。小口と飛田の企画するイベントに参加する女子はもう1人いたが、名前未出。この女子生徒と入れ替わる形で坂崎が2年次から登場する。
ムッシュのマスター
1階で喫茶店カフェ・ド・ムッシュ、2階で理髪店バーバームッシュを経営している、いわゆるオカマ。自分の実体験からユウキに恋愛のアドバイスをし、その背中を押す。
よさネコ
10年程前に放送された「よさネコ大冒険」のキャラクター。あまりにもつまらなかったため短期間で打ち切られた。離れていても心は一緒だと言う証としてまーくんから貰ったよさネコのペンダントを、ユウキは宝物として肌身離さず身に付けている。

## 単行本
- 川津健二朗 『のーぶら』 秋田書店〈少年チャンピオンコミックス〉、全5巻
  1. 2002年9月19日[1] ISBN 4-253-20331-0
  2. 2003年2月20日[2] ISBN 4-253-20332-9
  3. 2003年8月7日[3] ISBN 4-253-20333-7
    - 特別編「バレンタイン・ドリーム」収録

  4. 2004年2月19日[4] ISBN 4-253-20334-5
  5. 2004年8月5日[5] ISBN 4-253-20335-3